# هايدي موسى
هايدي موسى (مواليد 15 نوفمبر 1993، المنصورة) هي مغنية وفنانة مصرية، تخرجت عام 2018 من كلية الإعلام جامعة المنصورة، حاصلة على جائزة الميما والديرجست كأفضل مطربة صاعدة لعام 2016. في عام 2018 توّجت كأفضل مطربة شابة للمرة الثانية في مهرجان الديرجيست.
 ترعرعت هايدي في دار الأوبرا المصرية وأنمت موهبتها بجانب المايسترو سليم سحاب 

## مسيرتها

### بدايتها
نشأت هايدي موسى وسط عائلة فنية فوالدها وشقيقها فنانين تشكيلين ، لديها شقيقين أكبر منها، شريف وهشام. اكتشف والدها موهبتها منذ الصغر فكان يلاحظ عليها غنائها بطريقة مختلفة عن الأطفال، فقرر أن يُنمي فيها هذه الموهبة فأثناء عمله كان يحرص أن يُجلس هايدي بجواره وهو يرسم ويجعلها تستمع لأغاني قديمة وموشحات لأم كلثوم وعبد الوهاب وغيرهم من عمالقة الفن.
شاركت هايدي في برنامجيّ المواهب أراب آيدول (الموسم 2) وستار أكاديمي - الموسم الحادي عشر.
كان أول ظهور لها على مسرح ستار أكاديمي وبغنائها «أنا كلي ملكك» لشيرين عبد الوهاب، خطفت الأنظار بصوتها المميز ذو الإحساس العالي وحضورها الراقي على المسرح، إستطاعت هايدي أن تحجز مكاناً لنفسها لتصبح من أكثر الطلاب تميزاً وشعبية في الموسم الحادي عشر من برنامج ستار أكاديمي. دخلت في المرحلة النهائية للتنافس علي لقب ستار أكاديمي (عربي).

### المسيرة الاحترافيّة بعد برامج المواهب
قامت هايدى بطرح العديد من الأغانى المنفردة و طرح ألبوم غنائى مكون من ١٢ أغنية.
مثلت هايدي موسى في مسلسل «لأعلى سعر» في رمضان 2017 بدور «زهرة» إلى جانب نخبة من نجوم الدراما المصرية مثل نيللي كريم، أحمد فهمي وزينة والفنان نبيل الحلفاوي، وغنت خلاله أغنية «هجرتنى". و كان لها تجربة أخرى في التمثيل من خلال مسلسل " طلقتك نفسى ".
شاركت هايدى في العديد من الحفلات في مصر و الوطن العربى و الأعياد الوطنية المصرية مثل أعياد الشرطة
كما خاضت أيضا تجربة التقديم التليفزيونى على قناة etc
.

### الالبوم الأول
في عام 2018 طرحت هايدي موسى ألبومها الأول في مسيرتها الفنيّة تحت اسم 'حنية الدنيا' من إنتاج شركة Pause Production. الالبوم تضمن اثني عشر أغنيّة، قررت هايدي موسى تقديم ألبومها الأول بمسيرتها الغنائية بطريقة مبتكرة للغاية، بعدما قامت بتصوير 12 كليبًا تضم كل أغاني الألبوم، وقد طرحتها جميع الكليبات عبر موقع اليوتيوب.
تعاونت هايدي في ألبومها الأول مع نخبة من الشعراء والملحّنين والموزّعين الموسيقيين في العالم العربي منهم: أسامة محرز، وهشام صادق، وأحمد الجندي، وسلمى رشيد، وأيمن عز، وعمرو المصري، ومن الملحنين: مدين، وسامر أبو طالب، ومحمد خلف، ومحمد شحاتة، ومودي جمال، وعلاء الراوي، وشريف إسماعيل، ومن الموزعين طارق توكل، وأحمد عبد السلام، وأحمد الموجي، وحازم السعيد، وأمجد معتز.
أغاني الألبوم:
حنية الدنيا، سؤال، بلا مواضيع، مش حب عادي، مستهون، ب 100 راجل، أنت مش بالذكاء، واحشني، كلمة واحدة، قلوب، خطفتني”، ملعوبه وصاحبتي وعشرة عمري.

### حفل افتتاح طريق الكباش بالأقصر
في عام 2021 ألقت هايدي أنشودة (حتشبسوت) في حفل افتتاح طريق الكباش بالأقصر، في الحفل الذي حضره الرئيس عبد الفتاح السيسي وزوجته وعدد كبير من الشخصيات العامة والمسؤولين.

## أعمالها

### البوم حنية الدنيا
- حنية الدنيا
- سؤال
- بلا مواضيع
- مش حب عادي
- مستهون
- ب 100 راجل
- أنت مش بالذكاء
- واحشني
- كلمة واحدة
- قلوب، خطفتني
- ملعوبه
- صاحبتي وعشرة عمري.

### أغاني منفردة
- نقطه ومن أول السطر [18]
- أوبريت مصر اللي بجد [19]
- المظاهر [20]
- أرض الفيروز ( مع أحمد زعيم) [21]
- لما تضحكلى [22]
- دى حياتى
- هجرتني - من مسلسل «لأعلى سعر»
- متفصلة على الجرح - مقدمة مسلسل «وجوه»
- عيشها
- أنا اتعودت
- تصدق و تآمن بالله
- بغنيله
- حفلة فرفشة
- بزن و ارن( ديو مع محمد رحيم)
- ولا كده عاجبه
- متخيل
- صاحبة و أصيلة
- عزيز

## وصلات خارجية
- هايدي موسى على موقع الدهليز
- هايدي موسى على موقع قاعدة بيانات الأفلام العربية